# Oädla metaller
Oädla metaller definieras som metaller som oxiderar relativt snabbt och reagerar med utspädd saltsyra (HCl) och bildar väte. Begreppet är motsatsen till ädelmetaller, som t.ex silver, platina och guld. Till de oädla metallerna räknas till exempel järn, nickel, bly, magnesium, natrium, litium, aluminium och zink. Koppar som definitonsmässigt är en ädelmetall benämn ibland som oädel eftersom metallen oxiderar relativt lätt trots att koppar inte reagerar med saltsyra. Alternativt kan koppar benämnas som halvädel. 
Alkemisterna försökte förr i tiden att transmutera billiga och lättillgängliga oädla metaller till guld, ofta med hjälp av de vises sten.